# Ernst Friedrich August Baumann
Ernst Friedrich August Baumann (* 4. April 1781 in Gräfenhainichen; † 19. Juli 1865 in Dresden) war ein deutscher Arzt sowie königlich sächsischer Leibwundarzt und Leibzahnarzt in Dresden.

## Leben
Ernst Friedrich August Baumann wirkte als Arzt in Dresden und Leipzig. 1817 wurde er noch als praktischer Arzt, Wundarzt und Universitäts-Chirurg in Leipzig geführt. Spätestens ab 1825 bis 1864 wirkte er als Leib-Wundarzt und Leib-Zahnarzt in Dresden.  Ab 1826 wohnte er auf der Wilsdruffer Gasse 194. 1831 erhielt er den Titel als sächsisch-weimarischer Hofrat.
Er hatte teils prominente Patienten: Während der napoleonischen Kriege behandelte er in Leipzig Theodor Körner. Auch Caroline Brandt, die Frau von Carl Maria von Weber, war seine Patientin und ließ sich von ihm mehrere Zähne ziehen.

## Schriften (Auswahl)
- Ueber den Krebs im allgemeinen nebst der Anzeige eines sehr wirksamen bisher geheim gehaltenen Mittels gegen Lippen- und Gesichts-Krebs insbesondere. Leipzig 1817.
- De cancro: subjuncta remedii, hactenus arcani, contra cancrum labiorum et faciei declaratione. Dissertation. Beigebunden: Promotionsankündigung durch Ernst Platner. Hirschfeld, Leipzig 1814.